# パンチャティキの聖家族
『パンチャティキの聖家族』（パンチャティキのせいかぞく、伊:Sacra Famiglia Panciatichi）は、イタリアのマニエリスム期の巨匠、ブロンズィーノによる1541年の板上の油彩画であり、左下隅の石に画家の署名がされている。現在、作品はフィレンツェのウフィツィ美術館にある。1704年に八角形の展示室であるトリブーナで最初に記録され、2010年に「新しいウフィツィ美術館」プロジェクトの一環として移転されるまでトリブーナに残っていた。作品の準備素描は、ウフィツィ美術館の素描版画室（目録番号　6639F0）と（相違点のある素描が）ロンドンのフィリップス・コレクションにある 。
作品は、ヴァザーリの『画家・彫刻家・建築家列伝』で、コジモ1世・デ・メディチの侍従であったバルトロメオ・パンチャティキのためにブロンズィーノによって制作されたと述べられている、2点の「他の人物といる聖母の大きな絵画、美しく素晴らしい」の1点であった可能性がある。数年後、ヴィンチェンツォ・ボルギーニは、パンチャティキ家で「栄光の聖母と他の非常に美しい人物の2枚の絵」について言及した。 パンチャティキ家との結びつきは、左上の背景にある砲塔から揚がっているパンチャティキ家の紋章付きの旗によって示されている。
作品の年代特定は複雑な問題であるが、ブロンズィーノがパンチャティキ家の2人の肖像画、『ルクレツィア・パンチャティキの肖像』と『バルトロメオ・パンチャティキの肖像』を制作した時期に近いと考えられている。 1541年は、家族がアカデミア・フィオレンティーナに入会した年度である。